# 富躬
富躬（1722年—1784年），訥音富察氏，滿洲鑲紅旗富明安佐領人。清朝政治人物。

## 經歷
- 於雍正九年由官學生考中戶部筆帖式
- 雍正十二年，考進繙譯生員
- 雍正十三年， 中式乙卯科第三名繙譯舉人
- 乾隆十年（1745年）乙丑科第十三名繙譯進士。任戶部筆帖式。
- 十一年（1746年）：補吏部主事。
- 十四年（1749年）：陞吏部員外郎。
- 十八年（1753年）：擢吏部文選司掌印郎中。
- 十九年（1754年）：外授江西南安府知府。翌年去職。
- 二十一年（1756年）：署吏部員外郎。
- 二十二年（1757年）：授山西太原府知府。
- 二十六年（1761年）：山西太原府知府。二月引見，有考語「結實尚可」；十一月引見，考語「中平」。
- 二十七年（1762年）：十二月十九日，奉上諭調補陝西西安府知府[3]。三十年去職。
- 三十一年（1766年）：署吏部員外郎，補吏部文選司掌印郎中。吏部引見，有考語「人似伶俐，假些若不用巧，似可道員」。
- 三十四年（1769年）：授山西歸綏兵備道。
- 三十五年（1770年）：四月，以歸綏道管理歸化城稅務[4]。閏五月，以吏部郎中任內遺漏註冊病故官員，依照「不行詳查例」罰俸六個月[5]。
- 三十七年（1772年）：歸綏道。二月，仍兼管歸化城稅務[6]。
- 四十三年（1778年）：歸綏道。十一月，仍留管歸化城稅務[7]。
- 四十四年（1779年）：六月十二日擢廣西按察使。七月召京陛見。
- 四十六年（1781年）：十二月初一日[8]遷廣西布政使[9]。
- 四十七年（1782年）：六月初七日擢安徽巡撫。
- 四十八年（1783年）
  - 一月，奏報前一年壽州等州縣受水旱災應蠲免錢糧成數[10]。
  - 三月，奏請酌定平糶倉糧價格，接濟災民。奏報動支存公銀兩情形[11]。
  - 八月，奏報雲南運送銅鉛、銅斛過境日期[12]。
  - 十一月，因十月間阜陽縣監獄的殺人犯王剛勾結三十七人縱火越獄，奏報時有避責開脫的用詞，遭吏部議處降二級調用，加恩不予治罪[13]。奏報按例修造戰船事項[14]。
  - 十二月，奏請將積欠漕糧分年徵收以紓緩民力；奏報動支修建監獄之情形。繳送江南總局2萬兩銀以預備隔年南巡開支[15]。
- 四十九年（1784年）：
  - 二月，奏報省城安慶後續降下雨雪情形[16]。
  - 三月，奏報安徽各處地方雨澤糧價、浙江採買鉛斤過安徽省境日期[17]。
  - 閏三月，奏報雲南委派之祿勸縣知縣檀萃督運四十七年加運二批京銅經過安徽省之日期[18]；奏陳安徽省監獄年久失修、滲水不敷使用之情形，呈請增建監內號六間並修繕舊監房，議定修建監獄、增設禁卒等章程[19]。
  - 六月，奏報查核安徽各屬機關傳遞公文並無隱匿遲延等弊病，但為了避免上下舖司彼此掩飾弊端，仍飭令各州縣添設二種循環帳簿，交各舖司記錄有無遲誤，填明簿內每月底送交縣衙；盤查布政使司庫存有正項銀255萬餘兩、耗羨及扣半養廉銀4萬餘兩、襍項銀25萬餘兩，按察使司庫貯存銀1萬餘兩，皆無虧空[20]。因患病奏請回旗調養[21]。
  - 六月二十四日，奏報重病垂危，當日病卒[22]。